# قنطرة بيت سري
قنطرة بيت سري  قرية سوريّة تتبع إداريّاً لمحافظة حلب منطقة عين العرب ناحية مركز عين العرب، بلغ تعداد سكانها 1,484 نسمة حسب التعداد السكاني لعام 2004.